# Dancing with a Stranger
Dancing with a Stranger è un singolo del cantante britannico Sam Smith e della cantante statunitense Normani, pubblicato l'11 gennaio 2019.

## Descrizione
La collaborazione è avvenuta in uno studio di Los Angeles. Mentre Smith scriveva una canzone con l'autore Jimmy Napes e i produttori Stargate, Normani si trovava nella stanza a fianco. Dopo aver parlato, hanno deciso di lavorare insieme.
Dancing with a Stranger è un duetto disco-R&B e pop che contiene una produzione R&B ispirata agli anni ottanta. È stato scritto da Smith, Normani, Napes e Stargate e la produzione è stata affidata agli ultimi due insieme a Danny D e Tim Blacksmith. Il testo parla di affrontare la solitudine e superare un amore perduto.

## Accoglienza
Brittany Spanos, scrivendo per Rolling Stone, ha dichiarato che «la canzone gioca con i punti di forza di Smith e la visione di Normani di essere una diva sexy della soul-dance». Ha concluso la sua recensione chiamando la canzone «semplice e divertente». Rose Dommu di Out ha elogiato la voce del duo, definendo «la voce sensuale di Normani il perfetto contrappunto al tono profondo di Smith». Mike Nied per Idolator ha scritto che «la canzone cattura abilmente la frustrazione e la solitudine di una rottura amorosa, imbottendola e presentandola come qualcosa di profondamente personale ma anche qualcosa con cui ci si possa infinitamente identificare».
Billboard l'ha posizionato trentottesimo nella sua lista delle migliori canzoni del 2019.

## Video musicale
Il video musicale è stato reso disponibile il 29 gennaio 2019 attraverso il canale Vevo-YouTube di Smith. La clip è stata diretta da Vaughan Arnell e girata a Londra. Mostra i due cantanti muoversi e ballare in una casa spoglia ed elegante, circondati da ologrammi di ballerini.

## Controversie
Nel marzo 2022 Smith e Normani sono stati accusati dagli autori Jordan Vincent, Christopher Miranda e Rosco Banlaoi di aver plagiato la canzone di Vincent Dancing with Strangers, pubblicata per la prima volta su SoundCloud nel 2016: secondo quanto riportato nell'istanza presentata al tribunale federale di Los Angeles, «il ritornello di entrambi i brani contiene la frase "dancing with a stranger" cantata sulla stessa melodia e composizione musicale [...] ed è ciò che conferisce ad entrambi la loro identità».

## Tracce
Testi e musiche di Sam Smith, Mikkel S. Eriksen, Tor Hermansen, Jimmy Napes e Normani Hamilton.
Download digitale
1. Dancing with a Stranger – 2:50

Download digitale – Acoustic
1. Dancing with a Stranger (Acoustic) – 3:07

Download digitale – Cheat Codes Remix
1. Dancing with a Stranger (Cheat Codes Remix) – 2:39

## Formazione
Musicisti
- Sam Smith – voce
- Normani – voce
- Stargate – strumentazione, programmazione

Produzione
- Tim Blacksmith – produzione esecutiva
- Danny D – produzione esecutiva
- Stargate – produzione
- Jimmy Napes – produzione
- Randy Merrill – mastering
- Kevin "KD" Davis – missaggio

## Successo commerciale
Nel Regno Unito Dancing with a Stanger ha raggiunto la 3ª posizione della Official Singles Chart britannica con 46 764 unità di vendita, diventando l'undicesima top ten di Smith e la prima di Normani. Negli Stati Uniti d'America, la canzone si è spinta fino alla 7ª posizione della Billboard Hot 100, diventando la sesta top ten di Smith e la seconda di Normani.
In Italia è stato l'87º singolo più trasmesso dalle radio nel 2019.

## Classifiche

### Classifiche settimanali
| Classifica (2019-24) | Posizione massima |
| -------------------- | ----------------- |
| Argentina            | 75                |
| Australia            | 6                 |
| Austria              | 38                |
| Belgio (Fiandre)     | 2                 |
| Belgio (Vallonia)    | 3                 |
| Bulgaria             | 10                |
| Canada               | 8                 |
| Croazia              | 3                 |
| Danimarca            | 3                 |
| Estonia              | 6                 |
| Finlandia            | 16                |
| Francia              | 37                |
| Germania             | 37                |
| Grecia               | 7                 |
| Irlanda              | 4                 |
| Islanda              | 1                 |
| Italia               | 50                |
| Lettonia             | 6                 |
| Libano               | 1                 |
| Lituania             | 2                 |
| Lussemburgo          | 6                 |
| Malaysia             | 4                 |
| Moldavia             | 76                |
| Norvegia             | 7                 |
| Nuova Zelanda        | 7                 |
| Paesi Bassi          | 19                |
| Polonia              | 19                |
| Portogallo           | 9                 |
| Regno Unito          | 3                 |
| Repubblica Ceca      | 17                |
| Romania              | 13                |
| Russia               | 7                 |
| Singapore            | 2                 |
| Slovacchia           | 11                |
| Slovenia             | 6                 |
| Spagna               | 66                |
| Stati Uniti          | 7                 |
| Svezia               | 8                 |
| Svizzera             | 17                |
| Ucraina              | 79                |
| Ungheria             | 14                |

### Classifiche di fine anno
| Classifica (2019) | Posizione |
| ----------------- | --------- |
| Australia         | 19        |
| Belgio (Fiandre)  | 21        |
| Belgio (Vallonia) | 27        |
| Canada            | 14        |
| Danimarca         | 19        |
| Francia           | 105       |
| Irlanda           | 23        |
| Islanda           | 12        |
| Lettonia          | 46        |
| Nuova Zelanda     | 15        |
| Paesi Bassi       | 63        |
| Portogallo        | 57        |
| Regno Unito       | 22        |
| Romania           | 52        |
| Russia            | 25        |
| Slovenia          | 7         |
| Stati Uniti       | 14        |
| Svezia            | 54        |
| Svizzera          | 62        |
| Ungheria          | 58        |
| Classifica (2020) | Posizione |
| Portogallo        | 180       |
| Slovenia          | 42        |